# Eduardo Bartolomeo
Eduardo de Salles Bartolomeo é um engenheiro e executivo brasileiro. Ocupou o posto de CEO da Vale S.A de 2019 até setembro de 2024.
Formado em engenharia pela Universidade Federal Fluminense e com MBAs na Bélgica e no Instituto de Tecnologia de Massachusetts (MIT) nos Estados Unidos, Bartolomeo trabalhou por 10 anos na AMBEV, antes de entrar na Vale em 2004. Durante sua primeira passagem na mineradora, foi diretor-executivo de Logística. Saiu da empresa em 2012 e retornou em 2018, assumindo a diretoria de Metais Básicos no Canadá. Em 2019, após a tragédia de Brumadinho levar à demissão do CEO Fábio Schvartsman, Bartolomeo assumiu a presidência da empresa. Durante sua gestão, a Vale ultrapassou o valor de mercado de 100 bilhões de dólares e tornou-se a empresa mais valiosa da América Latina em 2021.